# Lümandu (Märjamaa)
Lümandu est un village de la commune de Märjamaa du Comté de Rapla en Estonie.